# Corky (travhäst)
Corky, född 3 maj 2010 i delstaten Ohio i USA, är en amerikansk varmblodig travhäst. Under större delen av tävlingskarriären tränades han i USA av Jimmy Takter (2012–2014) och i Sverige av Stig H. Johansson 2014–2015. Han kördes oftast i USA av David Miller och i Sverige av Erik Adielsson.

## Karriär
Corky tävlade åren 2012–2018 och sprang in 6,9 miljoner kronor på 45 starter, varav 12 segrar, 11 andraplatser och 5 tredjeplatser. Bland hans främsta meriter räknas segrar i New Jersey Sire Stakes, 2-åriga (2012), Earl Beal Jr. Memorial (2013) och Fyraåringseliten (2014). Han har även kommit på andraplats i Peter Haughton Memorial (2012).
Under tiden i USA gjorde han 25 starter, varav 7 segrar, 9 andraplatser och 3 tredjeplatser. Efter att hästen vunnit Fyraåringseliten (2014) såldes han till Stall Corkad i Sverige för 625 000 dollar, och sattes i träning hos Stig H. Johansson.

### Tiden i Sverige, samt rättsfall
Corky hann endast göra tre starter för Stig H. Johansson innan han fick problem, bland annat med roterade testiklar som tvingade fram en kastrering. Problemen som uppdagades ledde till att Stall Corkad lämnade in en stämningsansökan mot tidigare ägaren Christina Takter. I stämningen krävde de Takter på fyra miljoner kronor samt 263 746 kronor, för att Corky ska ha haft ett flertal fel, främst testikelproblemet, när affären gjordes. Enligt Stall Corkad ska de tidigare ägarna ha vetat om problemen.

#### Tidslinje
- 25 juni 2014: Stall Corkad köper Corky av Jimmy och Christina Takter, verksamma i USA, för 625 000 dollar (ca. 5,2 miljoner kronor).
- 13 januari 2016: Stall Corkad lämnar in en stämningsansökan till Stockholms tingsrätt mot Christina Takter, där de stämmer henne på fyra miljoner kronor och ett skadestånd på 263 746 kronor. Anledningen till stämningen är att hästen ska ha haft ett flertal fel, främst roterade testiklar som tvingat fram en kastrering, vid försäljningen, som de tidigare ägarna ska ha vetat om.
- 6 mars 2017: Det meddelas att rättegången i ”Corky-fallet” skjuts upp till hösten.
- 31 oktober 2017: Rättegången inleds i Stockholms tingsrätt och avslutas med slutanföranden torsdag 2 november. Kallade som vittnen är bland annat Daniel Redén, Stig H. Johansson, Erik Adielsson, Jimmy Takter och Johnny Takter. I sakkunnigförhör medverkade bland annat Lutfi Kolgjini.
- 31 oktober 2017: Förhandlingarna mellan parterna ställs in då de varit nära en överenskommelse: ”På domstolens initiativ så har vi tagit upp förlikningsförhandlingar, vi har försökt det hela tiden när målet har handlagts, det är snart två år, att försöka komma någon vart. Men i dag så öppnades en ny linje som vi försöker få avslutat” sa Takters advokat Staffan Uvabäck.[5]
- 1 november 2017: En överenskommelse mellan parterna var nära och de officiella förhandlingarna i Stockholms tingsrätt uteblev: ”Det är princip klart, vi ska gå igenom detaljerna. Det kommer träffas en förlikning i dag och den kommer att vara konfidentiell. Ingen kommer att yppa hur förlikningen ser ut”, sa advokat Lars Deckeman, som företräder Stall Corkad i målet.[6]
- 23 februari 2018: En ny stämningsansökan från Stall Corkad kommer in till Attunda tingsrätt, där de kräver 520 000 dollar i skadestånd för köpet av Corky, då de ansett att hästen bara varit värd 5 000 dollar vid köptillfället, samt åtta miljoner kronor i ersättning för uteblivet avelsvärde av Stig H. Johansson och Erik Adielsson.[7]
- 13 juli 2018: Attunda tingsrätt friar Anders Ekfalks Veterinärpraktik AB, som stämts av ägarna Johan Högberg Livs AB, Bo Paulsson och Anders Arnefjord på grund av felaktig veterinärutövning. I domen fastslår tingsrätten att ägartrion får betala rättegångskostnader för veterinären och hans ombud på motsvarande 1,2 miljoner kronor.[8][9][10]